# Хожаназаров, Турганбай Жумамуратович
Хожаназаров Турганбай Жумамуратович (узб. Xojanazarov Turganbay Jumamuratovich; род. 30 августа 1974 года; Кегейлийский район, Республика Каракалпакстан, УзССР, СССР) — узбекский политический деятель, агроном. Член Комитета по вопросам экологии и охраны окружающей среды. Член Экологической партии Узбекистана. Председатель Комитета по вопросам экологии и охраны окружающей среды Республики Каракалпакстан.

## Биография
Хожаназаров Турганбай Жумамуратович родился 30 августа 1974 года в Республики Каракалпакстан. В 1997 году окончил Нукусский филиал Ташкентского аграрного университета, получив высшее образование по специальности агрономом. В 1997 году начал работать агрономом в хозяйстве «Кегейли» Кегейлинского района. С 2000 по 2001 год работал сотрудником районного отдела народного образования. в 2001—2010 годах работал главным специалистом Кегейлинского районного совета молодежного движения «Камолот» (ныне Союз молодежи Узбекистана). Позже, был назначен начальником канцелярии районного хокимията. Затем, был поставлен на должность руководителя организационно-контрольной группы районного хокимията. С 2010 по 2015 год работал начальником организационно-контрольного отдела аппарата Жукорги Кенгеси Республики Каракалпакстан. В 2015—2017 годах занимал должность заместителя председателя, а затем работал председателем Комитета по охране природы Республики Каракалпакстан.